# تئاتر ملی ایسلند

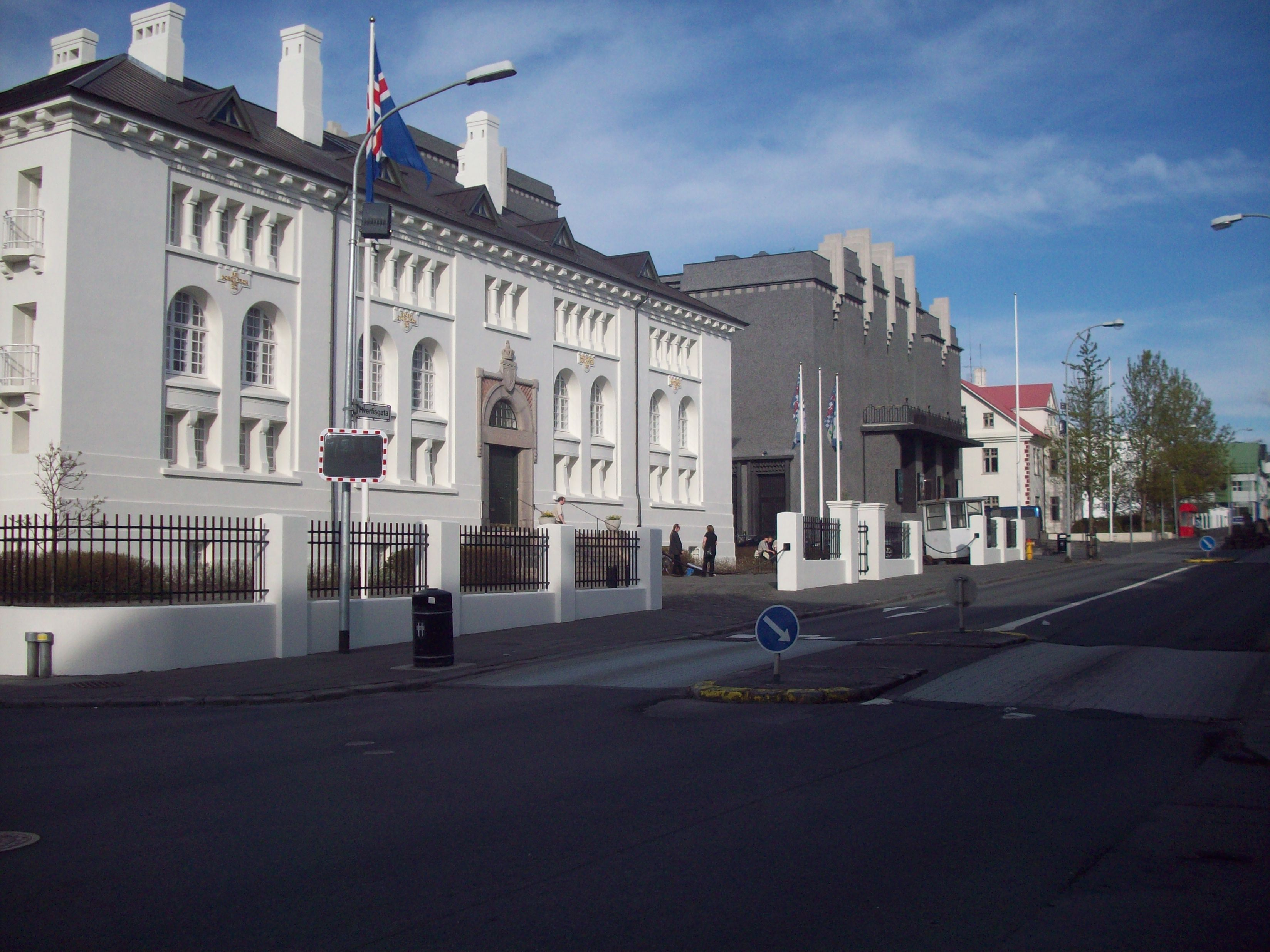
محل نمایش تئاتر ملی ایسلند

تئاتر ملی ایسلند (ایسلندی: Þjóðleikhúsið) یک سالن نمایش در شهر ریکیاویک، ایسلند است.
این تئاتر که در سال ۱۹۵۰ ساخته شده دارای ۵۰۰ نفر ظرفیت می‌باشد. 